# بيكتاس أبوباكيروف
بيكتاس أبوباكيروف (12 ديسمبر 1972 – 11 أغسطس 2009) هو ملاكم كازاخستاني راحل، مثّل بلاده في الألعاب الأولمبية الصيفية 1996.

## روابط خارجية
بيكتاس أبوباكيروف على موقع أوليمبيديا (الإنجليزية)